# Walla Walla (popolo)

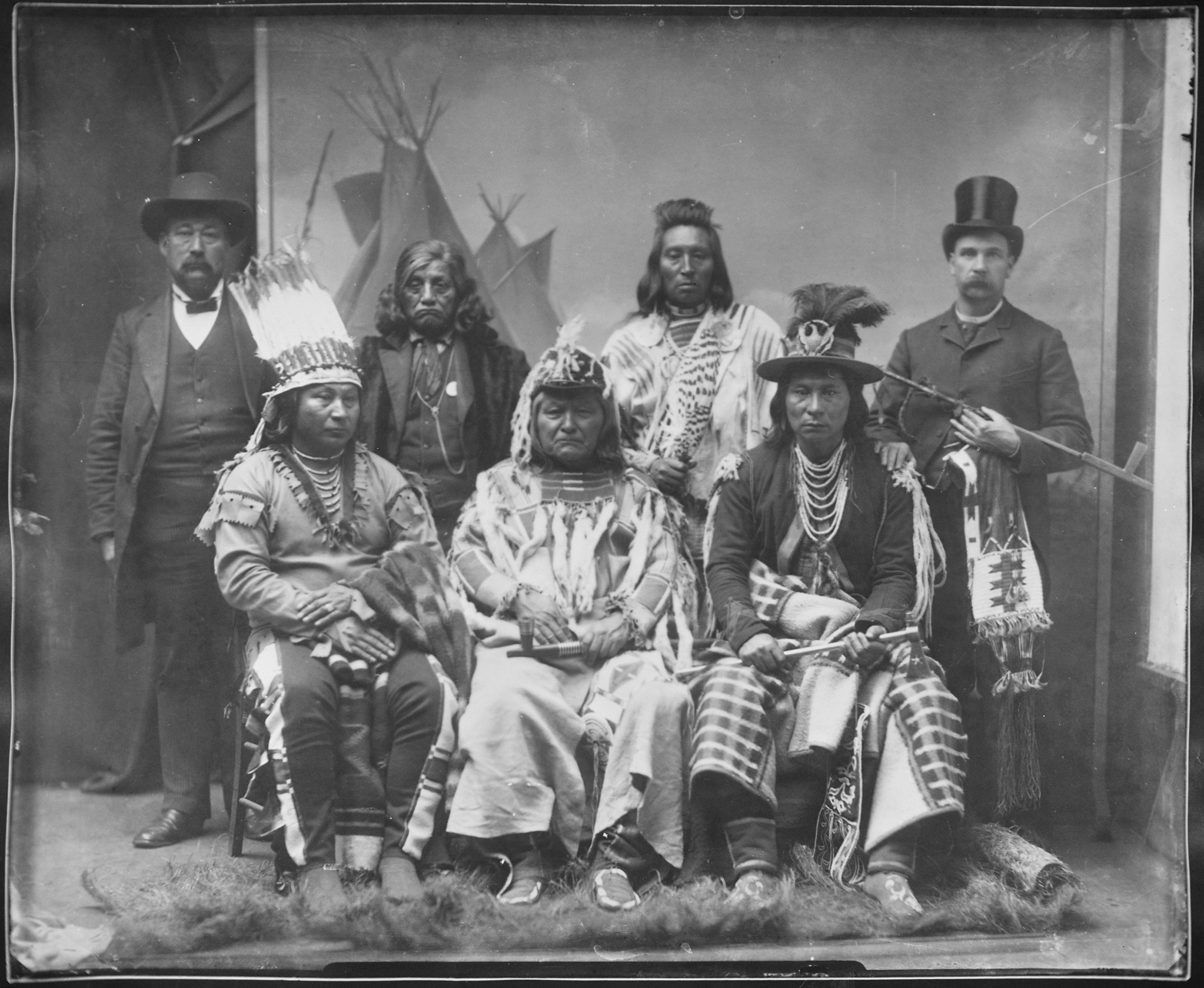
Rappresentanti tribali Sahaptin a Washington D.C. (1890)

I Walla Walla, talvolta chiamati Waluulapam, o semplicemente Walla, sono indigeni Shahaptin dell'Altopiano del Nord-Ovest. La forma non raddoppiata del loro nome, Walla, ne esprime un diminutivo. Il nome Walla Walla è tradotto in diversi modi, ma più spesso come "molte acque".
Molti Walla Walla vivono nella Tribù Confederate della Riserva Indiana Umatilla, dove condividono il territorio e la struttura governativa con i Cayuse e gli Umatilla come parte delle Tribù Confederate della Riserva Umatilla. La riserva indiana è situata nell'area di Pendleton, in Oregon, Stati Uniti d'America, vicino alle Blue Mountains. Ci sono anche alcuni Walla Walla associati alle Tribù e Bande Confederate della Nazione Yakama, riconosciute a livello federale.

## Storia
I Walla Walla sono una tribù di lingua sahaptin e dialetto Waiilatpuan che tradizionalmente abitava la regione interna del fiume Columbia negli attuali Stati Uniti nord-occidentali. Per secoli, prima che arrivassero i coloni europei, i Walla Walla, che consistevano in tre bande principali, occuparono il territorio lungo il fiume Walla Walla e lungo la confluenza dei fiumi Snake e Columbia; tale territorio è attualmente parte dell'Oregon settentrionale e dello Stato di Washington sud-orientale. Da questa zona, i Walla Walla seguivano un modello di pratiche stagionali di sussistenza simile a quelle delle tribù Yakama, Palouse, Umatilla e Wanapum.

### Contatto con gli europei
Il primo contatto che i Walla Walla ebbero con gli americani di origine europea fu la Spedizione di Lewis e Clark. Nel primo incontro del 1805, gli statunitensi promisero al capo dei Walla Walla, Yellepit, che sarebbero tornati a far visita il popolo dopo aver visto l'Oceano Pacifico. La spedizione ritornò nell'aprile del 1806 e si trattenne nel villaggio di Yellepit, situato lungo il fiume Columbia vicino alla foce del fiume Walla Walla. Durante uno scambio, Yellepit donò a Clark con un cavallo bianco in cambio di un bollitore di rame. Gli statunitensi non avevano rifornimenti, tuttavia, Clark diede a Yellepit la sua spada personale, insieme a una quantità di polvere da sparo e palle da moschetto. Lewis e Clark consegnarono a Yellepit anche una medaglia per la pace con un ritratto del presidente Thomas Jefferson, da portare al collo e una piccola bandiera degli Stati Uniti. La comunità non incorporata di Yellepit, nello Stato di Washington, fu in seguito chiamata come il capo dei Walla Walla.
David Thompson della Compagnia del Nord-Ovest, in inglese North West Company (NWC), compagnia anglo-canadese, fu il successivo europeo ad arrivare nelle terre Walla Walla, nel 1811. A circa cinque miglia a monte dal villaggio di Yellepit, alla confluenza del fiume Snake e del fiume Columbia, Thompson ordinò di posizionare un palo. Una lettera allegata al palo reclamava il territorio per la Corona Britannica e affermava che la NWC intendeva costruire una postazione commerciale nel sito. Il palo e la lettera di Thompson erano destinati ai commercianti della Pacific Fur Company, una rivale statunitense della NWC. Continuando nella direzione a valle, Thompson si fermò nel villaggio di Yellepit e scoprì la bandiera e la medaglia lasciate dagli statunitensi. Thompson trovò Yellepit, che incoraggiò persino il piano di Thompson di creare una postazione commerciale nelle vicinanze, molto amichevole e intelligente. Per varie ragioni, la postazione non fu costruita fino al 1818, quando la NWC istituì la postazione Fort Nez Perces alla foce del fiume Walla Walla. Durante l'estate del 1811, Thompson incontrò anche il gran capo dei Walla Walla, Tumatapum, e il suo pari livello Quillquills Tuckapesten, gran capo dei Nimiipu, Ollicott, gran capo dei Cayuse e suo fratello Quahats, capo di guerra, e probabilmente, Kepowhan, gran capo dei Palus, e Illim-Spokanee, gran capo degli Spokane.
Tumatapum accolse con favore i mercanti della Hudson's Bay Company, dai quali gli Waiilatpuan (Wallawalla, Palouse, Nimiipu, Cayuse e Umatilla) ottennero i fucili preziosi nella guerra contro gli Snake e i Nitsitapi, e alla fine del decennio 1820' accettò la richiesta della Compagnia, danneggiata nei suoi interessi commerciali dalla perdurante guerra, di trattare la pace con gli Snake. 
I Walla Wallas alla fine adottarono il mantenimento delle mandrie di bestiame, arrivando fino alla Nuova Svizzera in California nel 1844 per assicurarsi ulteriore bestiame. Si stima che 40 Walla Walla, Nimiipu e Cayuse, sotto il capo dei Walla Walla Piupiumaksmaks, partirono per la spedizione a Sud. Lungo la strada la spedizione radunò cavalli randagi, non sapendo che, in questo modo, i cavalli randagi venivano considerati rubati. In Nuova Svizzera si svolsero dei negoziati tra uno dei figli di Piupiumaksmaks, Toayahnu e un dipendente di Sutter. I due uomini entrarono in una disputa e Toayahnu fu ucciso. Nonostante i timori dello staff di Sutter di ritorsioni da parte dei Walla Walla, nel 1846 Piupiumaksmaks ritornò con una piccola banda di guerrieri e famiglie e dichiarò intenzioni pacifiche. La spedizione di ritorno aveva membri contagiati dal morbillo, che iniziò a diffondersi attraverso l'Altopiano del Columbia, decimando le popolazioni indigene. Il vaiolo e altre malattie vennero introdotte nella zona, contribuendo ulteriormente al declino della popolazione di Walla Walla. Nonostante ciò, i Walla Walla mantennero il possesso di estese mandrie di cavalli, essendo questa la "principale ricchezza" della tribù.
I Walla Walla erano una delle nazioni tribali al Walla Walla Council (1855) (insieme a Cayuse, Nimiipu, Umatilla e Yakama, nonché i Palouse, che pure avevano inviato soltanto alcuni osservatori), che firmarono il trattato di Walla Walla.

## Walla Walla famosi
Capi famosi o altre personalità furono:
- Tumatapum o Tamattapam (Healed Knee, Ginocchio Guarito, nome forse assunto a seguito delle cure prodigategli dagli esploratori per una ferita a un ginocchio): capo supremo degli Walla Walla ai tempi dell'arrivo di Meriwether Lewis e William Clark, intrattenne, durante il periodo successivo, buoni rapporti con gli Statunitensi nonostante alcuni seri incidenti da costoro provocati nel 1812-1813 (quali il linciaggio di uno Waiilatpuan accusato di avere rubato una mandria di 32 cavalli agli "astoriani" di John Clarke: il grande capo redarguì duramente l'astoriano, ma gli evitò le conseguenze della sua azione, come si oppose a una spedizione di 2000 guerrieri Waiilatpuan contro Fort Astoria, appena ceduto alla North-west Company) e garantendo la sicurezza dei gruppi della Compagnia nel 1815.
- Yellepit (probabilmente, Trading Friend, Amico Mercante, forse identificabile con Eagle, Aquila): primo fra gli Walla Walla a incontrare la spedizione di Meriwether Lewis e William Clark, ospitò gli Statunitensi nel proprio villaggio; morì all'incirca cinquantenne intorno al 1825, facendosi seppellire ancora vivo nella tomba del figlio minore dopo la morte, pochi mesi prima, del maggiore.
- Piupiumaksmaks (Uccello Giallo): figlio maggiore di Tumatapum, gli succedette alla sua morte, intorno al 1830, quale gran capo degli Walla Walla sui quali governò fino alla morte esercitando notevoli prestigio e autorevolezza su tutti i popoli Waiilatpuan (cognato di Tuekekas, il capo di origine Cayuse, dei Nimiipu e fratellastro dei capi Cayuse Wilemwutkin, Tawatoway e Achekaia); intrattenne rapporti complicati coi bianchi, mutandosi l'originale amicizia in diffidenza e ostilità dopo l'assassinio del figlio Toyahnu nel 1845, ma rifiutò di unirsi alla rivolta dei Cayuse di Tiloukaikt nel 1847, poi,nel 1849, si unì alla rivolta dei Palouse, capeggiati da Old Hahtalekin e Tilcoax, e dei Cayuse di Tauwtaway e Achekaia; nel 1855, insieme agli alleati, sottoscrisse con molta reticenza il trattato imposto da Isaac I Stevens, per poi ribellarsi nuovamente insieme agli alleati; catturato mentre si era recato a parlamentare, fu assassinato nel 1855.
- Toyahnu ("Elija Hedding"): figlio di Piupiumaksmaks, fu inviato alla scuola missionaria di Fort Garry ma, tornato fra la sua gente nel 1839, preferì riadottare le antiche tradizioni e dedicarsi all'allevamento di cavalli; nel 1844, col padre e altri guerrieri, raggiunse la "Alta California" e le terre di Johann Sutter nei possedimenti di New Helvetia, dove, nel 1845, durante un alterco fu assassinato da un dipendente di Sutter, provocando un lungo conflitto, anche legale, tra il padre e i Californiani.
- Homily o Homli (.....): nipote collaterale di Piupiumaksmaks, dopo l'assassinio del cugino rivaleggiò col fratello di lui Wetis Tsikaunin (Afraid-of-the-Earth, Intimorito-dalla-Terra) per la successione al grande capo assassinato; rivale del "profeta" Salish Smohalla, fu sostenuto contro di lui dal potente zio, ostile al "profeta" per gravi offese ricevute (la moglie più giovane sarebbe stata sedotta dal "profeta"); dopo anni di rivalità a coesistenza con Wetis Tsikaunin, alla morte di costui, nel 1863, divenne capo incontrastato degli Walla Walla.
- James Lavadour (nato 1951), pittore e incisore
- Dan Henderson (nato 1970), ex lottatore di arti marziali miste ed ex lottatore olimpico